# Brek
Brek (znanstveno ime Sorbus torminalis) je vrsta dreves iz družine rožnic (Rosaceae).